# Melissa & Joey
 Melissa & Joey è una serie televisiva statunitense trasmessa negli Stati Uniti dal 2010 al 2015 dall'emittente ABC Family per quattro stagioni, con interpreti principali Melissa Joan Hart e Joey Lawrence. La serie è una sitcom della durata di circa mezz'ora ed è stata ideata da Bob Young e David Kendall, che hanno scritto la trama e figurano tra i produttori esecutivi assieme ai protagonisti.

## Storia
Nel gennaio del 2010, ABC Family ha ordinato 10 episodi, la cui trasmissione è cominciata il 17 agosto 2010 e visto il successo è stata commissionata una seconda stagione. Il 17 agosto 2012 ABC Family ha ordinato una terza stagione della serie di 20 episodi, poi aumentati a 37. Il 28 maggio 2013 la serie è stata rinnovata per una quarta ed ultima stagione portando la serie a superare il traguardo dei 100 episodi.
I diritti per l'Italia sono stati acquistati dal canale Comedy Central che trasmette la sitcom a partire dal 9 aprile 2012. I nuovi episodi della seconda stagione vanno in onda a partire dal 30 maggio 2012 negli USA su ABC Family mentre in Italia sono trasmessi in prima visione mondiale dall'11 giugno su Comedy Central. La prima stagione viene per la prima volta trasmessa in chiaro, in Italia, su Deejay TV a partire dal 30 settembre 2013, ogni sera alle 19:35. In Italia la terza stagione viene trasmessa in prima tv assoluta a partire dal 30 settembre 2013 su Comedy Central.

## Trama
Mel è una politica locale con un padre senatore federale, una madre da cocktail ed un passato da cattiva ragazza che si impegna a riscattare nel servizio alla sua città. Quando uno scandalo familiare lascia la nipote Lennox ed il nipote Ryder senza i loro genitori, Mel se ne prende cura. Incontrando difficoltà nel gestire improvvisamente una famiglia e contemporaneamente la propria carriera, assume Joey come baby-sitter maschile della famiglia. Joey Longo è un manager finanziario che ha perso il lavoro proprio nello scandalo che ha mandato in galera il fratello di Mel. Arrivato con una Porsche Carrera e il desiderio di rimettersi in carriera dopo la brutta avventura, dimostra subito talento e passione per i ragazzi e per la casa. Sia l'originale sia il doppiaggio italiano giocano spesso sul termine manny-tato (man + nanny, tata) con trovate linguistiche e neologismi.

## Cast

### Personaggi principali
- Melissa "Mel" Burke (Melissa Joan Hart) è il consigliere comunale della città di Toledo. Durante la sua adolescenza è stata una ribelle e disastrosa ragazza ma adesso deve dimostrarsi in grado di occuparsi dei suoi nipoti Lennox e Ryder dopo l'arresto della madre e la fuga del padre per evitare la prigione.
- Joseph "Joe" P. Longo (Joey Lawrence) lavorava per la società del padre di Lennox e Ryder ma dopo la perdita del suo lavoro è stato costretto a vivere in auto essendo privo di denaro. Vista la situazione di Mel con i suoi nipoti ha deciso di aiutarla per poterli gestire diventando il loro tato.
- Lennox Elizabeth Scanlon (Taylor Spreitler) è una ragazza molto dinamica che non si mostra molto entusiasta inizialmente nel vivere con la zia Mel. Nonostante i primi tempi di scontro, le due tornano ad essere d'accordo condividendo molti momenti divertenti.
- Ryder Scanlon (Nick Robinson) è il fratello di Lennox e il più giovane della famiglia. Come tutti i ragazzi gli piace guardare la tv e fare sport anche se è poco in grado di ribellarsi ai soprusi che spesso gli vengono imposti.

### Personaggi ricorrenti
- Stephanie Krause (Lucy DeVito) è l'assistente legislativa di Mel a partire dal settimo episodio della prima stagione. Iperattiva e leale, Stephanie ha il compito di tenere le interviste, scattare foto e tenere aggiornata Mel sulle notizie politiche. Dimostra spesso un'infatuazione per Joe.
- Rhonda Cheng (Elizabeth Ho) è l'addetta alla stampa di Mel. È un'amica molto leale e spesso dà consigli importanti a Mel.
- Tiffany (Megan Hilty) è l'ex-moglie di Joe che appare per la prima volta nel tredicesimo episodio della prima stagione. I loro incontri sono spesso seguiti dal copulare in strani luoghi.
- Holly Rebeck (Rachel Fox) è l'antipatica e aggressiva fidanzata di Ryder. È spesso manipolativa, gelosa e presuntuosa nei confronti di Ryder che si sottomette ai suoi ordini.
- George Karpelos, Jr. (Scott Michael Foster) è un ragazzo di 24 anni che diventa il fidanzato di Mel dall'episodio 21. È un libero imprenditore che adora molto la bici. La loro relazione d'amore si conclude quando George trova lavoro in Italia.
- Russell Burke (Christopher Rich) è il padre-senatore di Mel. È molto indulgente verso i suoi nipoti e tende ad indebolire l'autorità di Mel con loro.

## Episodi
| Stagione         | Episodi | Prima TV USA | Prima TV Italia |
| ---------------- | ------- | ------------ | --------------- |
| Prima stagione   | 30      | 2010-2011    | 2012            |
| Seconda stagione | 15      | 2012         | 2012            |
| Terza stagione   | 37      | 2013-2014    | 2013-2014       |
| Quarta stagione  | 22      | 2014-2015    | 2016            |

## Riconoscimenti
- 2015 - Young Artist Awards[2]
  - Miglior performance in una serie televisiva - Giovane attrice guest star di anni 14-16 a Johnnie Ladd